# Пасифика (Калифорнија)
Пасифика (енгл. Pacifica) град је у америчкој савезној држави Калифорнија. По попису становништва из 2010. у њему је живело 37.234 становника.

## Демографија
Према попису становништва из 2010. у граду је живело 37.234 становника, што је 1.156 (3,0%) становника мање него 2000. године.
| Група             | 2000.          | 2010.          |
| Белци             | 23.549 (61,3%) | 20.703 (55,6%) |
| Афроамериканци    | 1.254 (3,3%)   | 976 (2,6%)     |
| Азијати           | 5.868 (15,3%)  | 7.230 (19,4%)  |
| Хиспаноамериканци | 5.609 (14,6%)  | 6.243 (16,8%)  |
| Укупно            | 38.390         | 37.234         |